# Ндлову, Луи Нкамисо
Луи Нкамиса Ндлову (свати Louis Ncamiso Ndlovu, 15 марта 1945 года, Энкаба, коронная колония Великобритании — 27 августа 2012 года, Манзини, Свазиленд) — католический прелат, четвёртый епископ Манзини с 1 июля 1985 года по 27 августа 2012 года. Член монашеского ордена сервитов.

## Биография
Родился в 1945 году в деревне Энкаба (eNkhaba). Начальное образование получил в школе Христа Царя в деревне Hlathikhulu, где был крещён в 1956 году. С 1968 года обучался в малой семинарии, которой руководили монахи из ордена сервитов. В 1970 году по рекомендации короля Собхузы II отправился в Италию, где поступил в монастырь сервитов Монте-Сенарио во Флоренции. С 1972 года изучал богословие и философию в сервитской семинарии в Риме. 12 апреля 1975 года принёс монашеские обеты. Был рукоположен в дьякона в Италии, после чего вскоре вернулся на родину.
4 мая 1978 года был рукоположён в священники в кафедральном соборе Манзини. Служил викарием в храме святого Иосифа в населённом пункте Mzimpofu (1978—1979), потом был направлен на миссию в Кению и Уганду. В 1981 году после смерти епископа Алозия Исаака Мандленхозы Зване был назначен апостольским администратором епархии Манзини.
1 июля 1985 года римский папа Иоанн Павел II назначил его епископом Манзини. 12 октября 1985 года состоялось рукоположение в епископы, которое совершил епископ Эшове Мансуэт Дела Бьязе в сослужении с архиепископом Претории Джорджом Френсисом Даниэлем и епископом Кокстада Вилфридом Фоксом Напьером.
Был одним из инициаторов установления дипломатических отношений между Святым Престолом и Свазилендом. Занимался активной общественной деятельность в Свазиленде. В 2002 году выпустил обращение королю Мсвати III, после которого был назначен новый премьер-министр правительства.
Скончался 27 августа 2012 года в Манзини.